# Декрет Раднаркому про відокремлення Церкви від держави
Декрет Раднаркому «Про відокремлення Церкви від держави і школи від церкви» — законодавчий акт радянського уряду на чолі з В. І. Леніним, що захопив владу в Росії після Жовтневого перевороту 1917 року від 23 січня (5 лютого) 1918 р., яким визначався правовий статус релігійних організації на території, що були підконтрольні більшовицькому уряду.

## Передумови
У серпні 1917 року був відкритий перший за приблизно 200 років Помісний собор Православної російської церкви. Доки він готувався, внаслідок Лютневої революції 1917 року, було повалено одноосібну царську владу.
Уже під час дебатів щодо відновлення посади патріарха всієї Росії стався Жовтневий переворот, внаслідок якого до влади в частині Росії прийшли більшовики.
Враховуючи останні події Помісний собор пришвидшив свої рішення і 5 листопада 1917 року митрополита Московського Тихона (Бєллавіна) було обрано патріархом Московським.
15 листопада 1917 року Собор РПЦ виголосив доповідь «Про становище Православної російської церкви».
2 грудня 1917 року було прийнято постанову Синоду «Про правове становище Православної російської церкви», яка мала захистити церкву від втручання більшовицької влади до її справ.
Патріарх Тихон дуже гостро сприйняв діяльність більшовицького уряду проти церкви та православних порядків. Рішучою і різкою реакцією на таку діяльність була публікація «Посланні святішого Патріарха Тихона про анафемування тих, що чинять беззаконня, гонителів віри та православної церкви», що було видане 19 січня 1918 року за старим стилем.
Саме ці документи спричинили відповідну реакцію з боку радянської влади.

## Протистояння з Російською православною церквою
В мить перебування учасників Помісного Собору на різдвяних канікулах (з 10 грудня 1917 року — 20 січня (2 лютого) 1918 року) з'явилася низка офіційних нормативних актів, що стали відповіддю на постанову Собору та послання патріарха. Найважливіший із них — декрет Раднаркому РСФРР від 23 січня (5 лютого) 1918 року «Про відокремлення церкви від держави та школи від церкви»
Декрет проголошував відокремлення церкви від держави, забороняв обмежувати свободу совісті, забороняв ухилятися від виконання громадянських обов'язків з огляду на релігійні переконання, передавав акти цивільного стану у виключне відання світської влади, які вони мали за царату, забороняв церковне майно позбавляв церковні та релігійні товариства переваг і державних субсидій. Останнє проголошувалося «народним надбанням». Згідно з декретом відбулися зміни і в освіті, оскільки п. 9 цього документу проголошував відокремлення школи від церкви, скасовував релігійні обряди та церемонії в державній сфері, включно з релігійною клятвою або присягою, а викладання предметів релігійного характеру заборонялося.

## Наслідки
Наступним документом став декрет Ради Народних Комісарів про передачу церковно-монастирського майна до відання Наркомату соціального забезпечення. Він підтверджував дію попереднього декрету та посилював наступ радянської влади на релігію. Майно церкви (маєтки, будинки, храми, земельні та лісові угіддя) передавали місцевим радам. Останні мали право передавати їх у користування релігійним громадам. Однак, влада боялася загострити ситуацію під час громадянської війни, тому протягом декількох років, на території підконтрольній радянському уряду, залишалося багато діючих храмів і монастирів. Активний наступ на релігію більшовики відновили на початку 1920-х років.